# Compañía Argentina para Proyectos y Realizaciones Industriales – Fuldner y Cía
Die Compañía Argentina para Proyectos y Realizaciones Industriales – Fuldner y Cía (dt.: Argentinische Gesellschaft für Industrieprojekte und deren Ausführung – Fuldner & Co.), kurz „CAPRI“ genannt, war ein argentinisches Unternehmen des ehemaligen SS-Hauptsturmführers Horst Carlos Fuldner (* 1910; † 1992), das dieser wahrscheinlich um das  Jahr 1950 in Buenos Aires gründete, um aus Europa geflohenen Nationalsozialisten, darunter zahlreichen gesuchten Kriegsverbrechern, die auf der Flucht vor strafrechtlicher Verfolgung unter falschem Namen in das Land eingereist waren, ein Einkommen zu verschaffen. Das Unternehmen meldete 1955 Insolvenz an.

## „Rattenlinien“
Der überwiegenden Mehrheit der Nationalsozialisten gelang die Flucht nach Argentinien mittels sogenannter „Rattenlinien“. Dazu gehörten meist privat organisierte Netzwerke wie die ominöse Organisation der ehemaligen SS-Angehörigen („ODESSA“), die „Stille Hilfe für Kriegsgefangene und Internierte“ oder das „Kameradenhilfswerk“ von Hans-Ulrich Rudel. Eine besondere Rolle spielten auch einzelne katholische Geistliche in Rom, wie der österreichische Bischof Alois Hudal, der das Priesterseminar Collegio Teutonico di Santa Maria dell’Anima als Unterschlupf und Zwischenstation zur Verfügung stellte, oder der kroatische Franziskaner Krunoslav Draganović.

## Unternehmenszweck und Mitarbeiter
Das Unternehmen befand sich zusammen mit dem Tochterunternehmen „Banco Fuldner“ in der Avenida Córdoba Nr. 374 in Buenos Aires. Die Mitarbeiter hatten die Aufgabe, in unzugänglichen Urwaldgebieten u. a. die Fließgeschwindigkeiten von Gewässern zu messen, Gesteinsproben zu sammeln und allgemein Vermessungsdaten aufzuzeichnen. Das Unternehmen profitierte dabei zunächst von Aufträgen der argentinischen Regierung unter Diktator Juan Perón und beschäftigte bis zu 400 Personen, unter denen 300 geflohene Nazis  gewesen sein sollen, wovon jedoch nur 40 gelernte Techniker waren.
Mitarbeiter des Unternehmens waren u. a.:
- Adolf Eichmann, SS-Obersturmbannführer und Referatsleiter im Reichssicherheitshauptamt (RSHA), Deckname „Ricardo Klement“, war Leiter der Außenstelle „Rio Potrero“ in der Provinz Tucuman[3]
- Viktor Elleder, Ingenieur
- Hans Fischböck, Handelsminister, Generalkommissar in den Niederlanden, Reichskommissar, Staatssekretär und SS-Brigadeführer[4]
- Erwin Fleiss, österreichischer SS-Angehöriger
- Berthold Heilig, NSDAP-Kreisleiter in Braunschweig, Deckname „Hans Richwitz“ bzw. „Juan Richwitz“, arbeitete direkt mit Adolf Eichmann zusammen[3]
- Herbert Kuhlmann, Kommandeur der 12. SS-Panzer-Division „Hitlerjugend“, Deckname „Pedro Geller“
- Fritz Maria Küper, Ingenieur
- Karl Laucher, Ingenieur
- Heinz Ludwig Ostertag, Ingenieur
- Armin Schoklitsch, Ingenieur und SS-Offizier
- Wilhelm Silberkuhl, Ingenieur
- Franz Sterzinger, österreichischer SS-Angehöriger
- Siegfried Uiberreither, Gauleiter und Reichsstatthalter der Steiermark, Deckname „Armin Dardieux“

### Raue Sitten
Zumindest einige aus dem NS-Personal mussten offenbar tatsächlich für ihr Geld arbeiten: So musste Berthold Heilig z. B. zu den Wasserfällen am Iguaçu, in den Gran Chaco und in die Kordilleren, wobei er meist in Urwaldcamps oder bei Indios lebte. Auch kam es häufig zu Schlägereien und sogar Messerstechereien.
Im Zuge der ab Sommer 1953 spürbar werdenden Wirtschaftskrise in Argentinien verschlechterte sich auch die Auftragslage für das Unternehmen, so dass es schließlich 1955 Insolvenz anmelden musste.